# Gustav Witt
| 422 Berolina | 8 octombrie 1896 |
| 433 Eros     | 13 august 1898   |

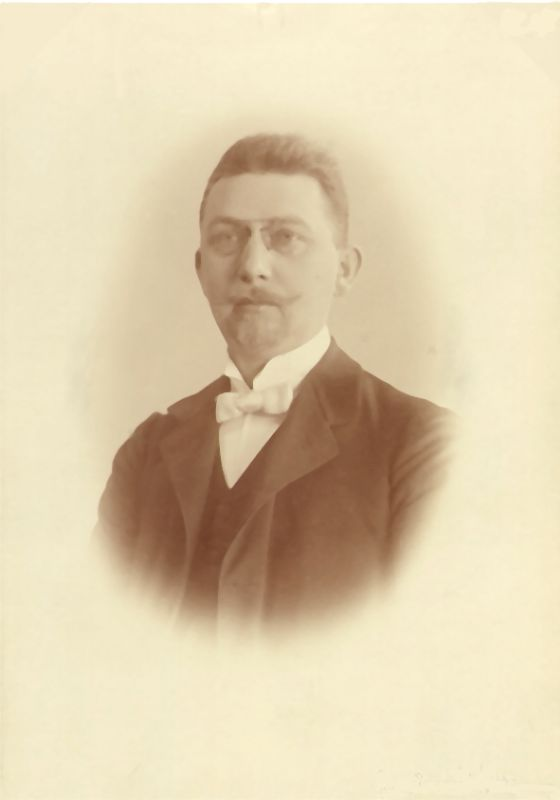
Gustav Witt.

Carl Gustav Witt (29 octombrie 1866, Berlin – 3 ianuarie 1946) a fost un astronom german.

## Biografie
Gustav Witt și-a făcut teza de doctorat sub conducerea lui Julius Bauschinger.
A lucrat la observatorul berlinez al asociației astronomice Urania, Urania Sternwarte Berlin.
A descoperit doi asteroizi. 
La 8 octombrie 1896, a descoperit un asteroid pe care l-a denumit „Berolina”, numele orașului natal, Berlin, în limba latină.
La 13 august 1898, a descoperit asteroidul 433 Eros, primul asteroid cunoscut având o orbită neobișnuită care-l aduce în apropierea Pământului, și care acum este clasat ca fiind un asteroid Amor. Descoperirea a fost făcută de Carl Witt simultan cu astronomul francez Auguste Charlois, însă Witt a anunțat descoperirea înaintea astronomului francez.

## Omagieri
I-a fost dedicat asteroidul 2732 Witt.